# Cirolana (Anopsilana) poissoni
Cirolana (Anopsilana) poissoni is een pissebed uit de familie Cirolanidae. De wetenschappelijke naam van de soort is voor het eerst geldig gepubliceerd in 1956 door Paulian & Delamare Deboutteville.